# Dance with Me (пісня Золі Адока)
«Dance with Me» — пісня угорського співака Золі Адока, з якою він представляв Угорщину на пісенному конкурсі Євробачення 2009 в Москві. За результатами другого півфіналу, який відбувся 14 травня, композиція не пройшла до фіналу.